# Lighthouse Design

Logo von Lighthouse Design

Lighthouse Design Ltd. war ein US-amerikanisches Softwareunternehmen, das von 1989 bis 1996 existierte. Es entwickelte Software für NeXT-Computer, die unter dem Betriebssystem NeXTStep liefen. Lighthouse wurde 1989 von Alan Chung, Roger Rosner, Jonathan I. Schwartz, Kevin Steele und Brian Skinner in Bethesda, Montgomery County (Bundesstaat Maryland) gegründet, zog aber später nach Kalifornien in die Stadt San Mateo. Im Jahr 1996 wurde die Firma von Sun Microsystems übernommen.

## Geschichte
Zwei der ersten von Lighthouse entwickelten Produkte waren Diagram! und Exploder. Diagram! war ein Programm zum Anlegen von Programmablaufplänen, ähnlich wie Microsoft Visio, in dem die Objekte über „smart Links“ miteinander verbunden waren. Exploder war ein Programmierwerkzeug zum Speichern von Objekten in Objective-C in Relationalen Datenbanken. Lighthouse vermarktete Diagram! selbst und verlagerte 1991 Exploder in das neu gegründete Startup-Unternehmen Persistence Software. Am 25. Juni 1999 ging Persistence Software an die Börse.
Lighthouse entwickelte weiterhin eigene Produkte. Ein eigenes Office-Paket für NeXTStep wurde auf den Markt gebracht, mit ParaSheet, einer traditionellen Tabellenkalkulationssoftware, Quantrix, einem Programm basierend auf Lotus Improv, Diagram!, dem Projektmanagingtool TaskMaster und einem Präsentationsprogramm Concurrence. Lighthouse verfügte dabei nur über achtzehn Entwickler. Steve Jobs bezeichnete Quantrix 1997 als die beste Tabellenkalkulation, die er jemals benutzt habe. Lighthouse übernahm Lotus Improv, weil Lotus keine hauseigene Konkurrenz für 1-2-3 haben wollte.
Die Firma Sun begann in den frühen 1990er-Jahren eine Partnerschaft mit NeXT, um OpenStep zu entwickeln – hauptsächlich eine cross-platform-Version der unteren Schichten von NeXTStep. OpenStep sollte eine NeXT-ähnliche Umgebung für jedes in Frage kommende Betriebssystem zur Verfügung stellen, in Suns Fall Solaris. Sun hatte große Pläne für verteilte IT-Umgebungen, mit Anwendern, die OpenStep als Desktop-Lösung benutzen und Servern unter ihrem eigenen Betriebssystem SunOS im Backofficebereich, die die rechenintensiven Abläufe bearbeiten. Die Kommunikation sollte über NeXTs Portable-Distributed-Objects-Technologie laufen, die auch als Distributed Objects Everywhere, später NEO, bekannt war.
Im Sommer erwarb Sun schließlich für 22 Millionen US-Dollar die Firma und verwandelte Lighthouse Design in eine interne OpenStep-Application-Gruppe. Der damalige CEO von Sun, Scott McNealy, hatte die Vision, seine Firma zu einem echten Konkurrenten für Microsoft zu entwickeln, und dafür brauchte er eine Anwendung vergleichbar mit Microsoft Office. Die Produkte von Lighthouse waren aber nicht gleichwertig, hätten aber durch Weiterentwicklung zu einem mächtigen Konkurrenten ausgebaut werden können.
Trotz erfolgreicher Eingliederung von Lighthouse widmete Sun seine Aufmerksamkeit mehr auf Frontend-Anwendungen und vernachlässigte die DOE/NEO-Idee mit OpenStep. Die neue Strategie hieß „Java überall“. Java wurde als bessere Alternative angesehen, um in den Anwendungsmarkt vorzudringen, weil es auf allen Plattformen arbeitete und nicht wie OpenStep nur auf denen, die es unterstützte. Bald darauf gliederte man Lighthouse in die JavaSoft-Abteilung ein und nannte sie Java Applications Group.
Das einzige Problem daran war, dass die grafische Benutzeroberfläche von Java nur eine schwache Imitation der OpenStep-GUI darstellte und jeder Versuch die Anwendungen von Lighthouse nach Java zu portieren fast unmöglich erschien. Zusätzlich sorgte sich Sun, dass nach einer Veröffentlichung ihrer eigenen Office-Suite die OpenStep-Plattform für andere Entwickler weniger interessant sein könnte. Letztendlich wurde die Idee, mit Microsoft im Bürosoftwaremarkt zu konkurrieren, für mehrere Jahre aufgegeben, bis Sun 1999 den Hamburger Softwarehersteller Star Division und dessen Softwarepaket StarOffice übernahm. Jonathan I. Schwartz, dem ehemaligen Chief Executive Officer von Lighthouse, zufolge wurde das alte Office-Paket nicht noch einmal der Öffentlichkeit angeboten.
Bis zum 4. Februar 2010 war Jonathan Schwartz CEO und Präsident von Sun Microsystems.